# Шахан кая
Шахан кая е праисторическо светилище, което се намира до южната, обезлюдена махала Тридолци на село Сладкодум, община Крумовград, област Кърджали. Oобектът представлява конусовиден скален масив по средата на който се наблюдава кръгъл отвор с множество изсечени трапецовидни ниши по повърхността на скалата, което свидетелства, че както и при другите култови пространства на територията на Източните Родопи, Шахан кая е имал статута на светилище.

## Наименование
Смятало се е, че наименованието на обекта в превод от турски означава почитаната / уважаваната скала, но единственият жител на махалата потвърждава, че наименованието ѝ на местен турски диалект е „шахан кая“ – птичата скала, което е свързано с вид местен сокол, който е гнездял на скалата.

## Описание и особености
Скалният масив наречен Шахан кая се извисява на стръмен склон над ляв приток на река Дишлик дере, която се влива в река Арда. На западната страна на масива, откъм страната на дерето е изсечен вдлъбнат хоризонтален отвор с овална форма, който излиза от другата страна на скалата, която гледа на изток. Около източния отвор на скалата са изсечени 35 трапецовидни ниши, а откъм източният отвор са едва 5 на брой. Около западния отвор при нишите се наблюдават и 4 на брой вертикално ориентирани скално-изсечени овални пръстени (халки), които вероятно са използвани от древните каменоделци за окачване на спомагателни въжета при изработката на нишите.
Това свидетелства за уникалността на обекта, защото това е първият археологически обект на територията на Източните Родопи, където е регистрирано наличието на издълбани халки в скалите. Други подобни халки има на скалния комплекс над махала Речка под село Морянци и на обекта Сиври кая до село Безводно.
На 100 m над Шахан кая при едноименния връх върху северната и източна страни на скалата са издълбани още 12 броя трапецовидни ниши, една от които е хоризонтална.
Районът Шахан Кая е съставен от олигоценови вулканични скали (риолити), които са смесени с по-ранните по възраст еоценски агломератни туфи (на запад) и андезити (на изток) принадлежащи към комплекса Иран Тепе.
От Шахан кая има пряк визуален контакт със скалните комплекси при село Морянци на река Крумовица.
Обектът не е проучван чрез археологически разкопки.

### 3D Сканиране
През пролетта на 2015 г. инициаторите на Проект „Светлина и култ“, инж. Милуш Благоев и компанията Геокад 93 извършва сканиране на обекта с 3D камера.
Това е първото заснемане на подобен обект с 3D камера в България. Екипът предприел това начинание очаква да получи точните размери на скалата и на издълбаните в нея трапецовидни ниши; разположение и точни размери на издълбаните халки и дали се забелязват следи от инструменти сечива използвани за обработване на халките и нишите.
Сканирането е осъществено с лазерен скенер (Leica ScanStation P20 с дължина на вълната 808 nm).
Благодарение на получените резултати от измерванията на видимите очертания на трапецовидните ниши е окончателно установено, че те следват утвърден линейни стандарти. Особено интересен е фактът, че на две различни места с редове ниши, изсечени на скали, разстоянието между тях е 15 cm, което почти перфектно съответства на установената "стандартна" стойност от 14,4 cm. Единственото подробно проучване на морфометрията на площ от скални трапецовидни ниши е направено на археологическия обект Глухите камъни, където максималният брой ниши съответства на размерите 80-70 x 50-40 cm (20 ниши) и 70-60 x 40-30 cm (14 ниши), като тези размери съответстват на новите точни данни.